# جيمس روبرت ويلسون
جيمس روبرت ويلسون هو سياسي كندي، ولد في 16 سبتمبر 1866، وتوفي في 3 أبريل 1941. انتخب عضو مجلس العموم الكندي.